# Chens-sur-Léman
Chens-sur-Léman és un municipi francès situat al departament de l'Alta Savoia i a la regió d'Alvèrnia-Roine-Alps. L'any 2007 tenia 1.708 habitants.

## Demografia

### Població
El 2007 la població de fet de Chens-sur-Léman era de 1.708 persones. Hi havia 644 famílies de les quals 164 eren unipersonals (56 homes vivint sols i 108 dones vivint soles), 176 parelles sense fills, 272 parelles amb fills i 32 famílies monoparentals amb fills.
La població ha evolucionat segons el següent gràfic:
Habitants censats

### Habitatges
El 2007 hi havia 869 habitatges, 656 eren l'habitatge principal de la família, 180 eren segones residències i 33 estaven desocupats. 703 eren cases i 163 eren apartaments. Dels 656 habitatges principals, 449 estaven ocupats pels seus propietaris, 189 estaven llogats i ocupats pels llogaters i 18 estaven cedits a títol gratuït; 11 tenien una cambra, 32 en tenien dues, 91 en tenien tres, 116 en tenien quatre i 406 en tenien cinc o més. 592 habitatges disposaven pel capbaix d'una plaça de pàrquing. A 253 habitatges hi havia un automòbil i a 377 n'hi havia dos o més.

### Piràmide de població
La piràmide de població per edats i sexe el 2009 era:
| Homes | Edats   | Dones |
| ----- | ------- | ----- |
| 0     | 95 o +  | 0     |
| 8     | 90 a 94 | 4     |
| 4     | 85 a 89 | 4     |
| 4     | 80 a 84 | 12    |
| 16    | 75 a 79 | 24    |
| 16    | 70 a 74 | 8     |
| 36    | 65 a 69 | 24    |
| 24    | 60 a 64 | 40    |
| 28    | 55 a 59 | 44    |
| 36    | 50 a 54 | 48    |
| 32    | 45 a 49 | 44    |
| 56    | 40 a 44 | 52    |
| 84    | 35 a 39 | 60    |
| 48    | 30 a 34 | 60    |
| 36    | 25 a 29 | 32    |
| 28    | 20 a 24 | 16    |
| 32    | 15 a 19 | 40    |
| 64    | 10 a 14 | 60    |
| 44    | 5 a 9   | 56    |
| 20    | 0 a 4   | 36    |

## Economia
El 2007 la població en edat de treballar era de 1.118 persones, 860 eren actives i 258 eren inactives. De les 860 persones actives 814 estaven ocupades (439 homes i 375 dones) i 46 estaven aturades (19 homes i 27 dones). De les 258 persones inactives 55 estaven jubilades, 92 estaven estudiant i 111 estaven classificades com a «altres inactius».

### Ingressos
El 2009 a Chens-sur-Léman hi havia 646 unitats fiscals que integraven 1.652 persones, la mediana anual d'ingressos fiscals per persona era de 28.463 €.

### Activitats econòmiques
Dels 37 establiments que hi havia el 2007, 1 era d'una empresa alimentària, 1 d'una empresa de fabricació d'altres productes industrials, 5 d'empreses de construcció, 4 d'empreses de comerç i reparació d'automòbils, 8 d'empreses d'hostatgeria i restauració, 1 d'una empresa d'informació i comunicació, 5 d'empreses immobiliàries, 8 d'empreses de serveis, 3 d'entitats de l'administració pública i 1 d'una empresa classificada com a «altres activitats de serveis».
Dels 11 establiments de servei als particulars que hi havia el 2009, 1 era una funerària, 3 guixaires pintors, 1 perruqueria, 5 restaurants i 1 agència immobiliària.
Dels 3 establiments comercials que hi havia el 2009, 1 era un supermercat, 1 una botiga de més de 120 m² i 1 una botiga de menys de 120 m².
L'any 2000 a Chens-sur-Léman hi havia 8 explotacions agrícoles que ocupaven un total de 390 hectàrees.

## Equipaments sanitaris i escolars
El 2009 hi havia una escola elemental.

## Poblacions més properes
El següent diagrama mostra les poblacions més properes.